# Sindaci di Castelfranco Emilia
Di seguito l'elenco cronologico dei sindaci di Castelfranco Emilia e delle altre figure apicali equivalenti che si sono succedute nel corso della storia.

## Regno d'Italia (1860-1946)
| Sindaci eletti dal Consiglio comunale (1889-1926)          | Sindaci eletti dal Consiglio comunale (1889-1926) | Sindaci eletti dal Consiglio comunale (1889-1926) | Sindaci eletti dal Consiglio comunale (1889-1926) | Sindaci eletti dal Consiglio comunale (1889-1926) | Sindaci eletti dal Consiglio comunale (1889-1926) |
| Nominativo                                                 | Partito                                           | Partito                                           | Mandato                                           | Mandato                                           | Elezione                                          |
| Nominativo                                                 | Partito                                           | Partito                                           | Inizio                                            | Fine                                              | Elezione                                          |
| ---------------------------------------------------------- | ------------------------------------------------- | ------------------------------------------------- | ------------------------------------------------- | ------------------------------------------------- | ------------------------------------------------- |
| Alessandro Melotti                                         | -                                                 | -                                                 | 1901                                              | 1903                                              |                                                   |
| Raffaele Stagni                                            | -                                                 | -                                                 | 1903                                              | 1903                                              |                                                   |
| Luigi Gaudino                                              | Commissario prefettizio                           | Commissario prefettizio                           | 1904                                              | 1904                                              |                                                   |
| Alessandro Melotti                                         | -                                                 | -                                                 | 1904                                              | 1905                                              |                                                   |
| Alfredo Mazzoli                                            | -                                                 | -                                                 | 1905                                              | 1905                                              |                                                   |
| Alessandro Melotti                                         | -                                                 | -                                                 | 1906                                              | 1907                                              |                                                   |
| Amleto Bettini                                             | -                                                 | -                                                 | 1908                                              | 1908                                              |                                                   |
| Giuseppe Neri                                              | -                                                 | -                                                 | 1909                                              | 1912                                              |                                                   |
| Giuseppe Malaguti                                          | -                                                 | -                                                 | 1913                                              | 1913                                              |                                                   |
| Augusto Pierantoni                                         | Commissario prefettizio                           | Commissario prefettizio                           | 1914                                              | 1920                                              | -                                                 |
| Alfredo Galetti                                            | -                                                 | -                                                 | 1920                                              | 1921                                              |                                                   |
| Sante Veronesi                                             | Commissario prefettizio                           | Commissario prefettizio                           | 1922                                              | 1922                                              | -                                                 |
| Alberto Cuccoli                                            | -                                                 | -                                                 | 1922                                              | 1926                                              |                                                   |
| Vittorio Amaduzzi                                          | Commissario prefettizio                           | Commissario prefettizio                           | 1926                                              | 1926                                              | -                                                 |
| Podestà nominati dal governo (1926-1945)                   |                                                   |                                                   |                                                   |                                                   |                                                   |
| Nominativo                                                 | Partito                                           | Partito                                           | Manadato                                          | Manadato                                          | Elezione                                          |
| Nominativo                                                 | Partito                                           | Partito                                           | Inizio                                            | Fine                                              | Elezione                                          |
| Sante Veronesi                                             |                                                   | Partito Nazionale Fascista                        | 1927                                              | 1936                                              | -                                                 |
| Adelchi Simonini                                           |                                                   | Partito Nazionale Fascista                        | 1937                                              | 1938                                              | -                                                 |
| Domenico Morelli                                           | Commissario prefettizio                           | Commissario prefettizio                           | 1938                                              | 1938                                              | -                                                 |
| Mario Boni                                                 |                                                   | Partito Nazionale Fascista                        | 1938                                              | 1940                                              | -                                                 |
| Alberto Tagliani                                           | Commissario prefettizio                           | Commissario prefettizio                           | 1940                                              | 1940                                              | -                                                 |
| Mario Boni                                                 |                                                   | Partito Nazionale Fascista                        | 1940                                              | 1943                                              | -                                                 |
| Massimo Mazzoli                                            | Commissario prefettizio                           | Commissario prefettizio                           | 1944                                              | 1944                                              | -                                                 |
| Sindaci del periodo costituzionale transitorio (1945-1946) |                                                   |                                                   |                                                   |                                                   | -                                                 |
| Nominativo                                                 | Partito                                           | Partito                                           | Manadato                                          | Manadato                                          | Elezione                                          |
| Nominativo                                                 | Partito                                           | Partito                                           | Inizio                                            | Fine                                              | Elezione                                          |
| Gaetano Melotti                                            |                                                   | Partito Socialista Italiano                       | 1945                                              | 1945                                              | -                                                 |
| Guido Armaroli                                             | -                                                 | -                                                 | 1946                                              | 1946                                              | -                                                 |

## Repubblica italiana (dal 1946)
| Sindaci eletti dal Consiglio comunale (1946-1995)    | Sindaci eletti dal Consiglio comunale (1946-1995) | Sindaci eletti dal Consiglio comunale (1946-1995) | Sindaci eletti dal Consiglio comunale (1946-1995) | Sindaci eletti dal Consiglio comunale (1946-1995) | Sindaci eletti dal Consiglio comunale (1946-1995) | Sindaci eletti dal Consiglio comunale (1946-1995) | Sindaci eletti dal Consiglio comunale (1946-1995) |
| Nominativo                                           | Partito                                           | Partito                                           | Giunta                                            | Giunta                                            | Mandato                                           | Mandato                                           | Elezione                                          |
| Nominativo                                           | Partito                                           | Partito                                           | Giunta                                            | Giunta                                            | Inizio                                            | Fine                                              | Elezione                                          |
| ---------------------------------------------------- | ------------------------------------------------- | ------------------------------------------------- | ------------------------------------------------- | ------------------------------------------------- | ------------------------------------------------- | ------------------------------------------------- | ------------------------------------------------- |
| Giuseppe Borghi                                      |                                                   | Partito Comunista Italiano                        |                                                   | PCI                                               | 1946                                              | 1949                                              | Elezioni 1946                                     |
| Adelmo Gnugnoli                                      |                                                   | Partito Comunista Italiano                        | 1949                                              | PCI                                               | 1951                                              |                                                   | Elezioni 1946                                     |
| Enrico Marchesini                                    |                                                   | Partito Comunista Italiano                        |                                                   | PCI                                               | 1951                                              | 1970                                              | Elezioni 1951                                     |
| Pietro Drusiani                                      |                                                   | Partito Comunista Italiano                        |                                                   | PCI-PSI                                           | 1970                                              | 1973                                              | Elezioni 1970                                     |
| Giovanni Francesconi                                 |                                                   | Partito Comunista Italiano                        | 1973                                              | PCI-PSI                                           | 1973                                              |                                                   | Elezioni 1970                                     |
| Paolo Cristoni                                       |                                                   | Partito Socialista Italiano                       | 1973                                              | PCI-PSI                                           | 1976                                              |                                                   | Elezioni 1970                                     |
| Roberto Martinelli                                   |                                                   | Partito Socialista Italiano                       |                                                   | PCI-PSI                                           | 1976                                              | 1980                                              | Elezioni 1975                                     |
| Giovanni Righi                                       |                                                   | Partito Comunista Italiano                        |                                                   | PCI                                               | 1980                                              | 1985                                              | Elezioni 1980                                     |
| Giovanni Righi                                       |                                                   | Partito Comunista Italiano                        | PCI                                               | 1985                                              | 1988                                              | Elezioni 1985                                     |                                                   |
| Fausto Galetti                                       |                                                   | Partito Comunista Italiano                        | PCI                                               | 1988                                              | 5 luglio 1990                                     | Elezioni 1985                                     |                                                   |
| Fausto Galetti                                       |                                                   | Partito Democratico della Sinistra                |                                                   | PDS                                               | 5 luglio 1990                                     | 25 aprile 1995                                    | Elezioni 1990                                     |
| Sindaci eletti direttamente dai cittadini (dal 1995) |                                                   |                                                   |                                                   |                                                   |                                                   |                                                   |                                                   |
| Nominativo                                           | Partito                                           | Partito                                           | Coalizione                                        | Coalizione                                        | Mandato                                           | Mandato                                           | Elezione                                          |
| Nominativo                                           | Partito                                           | Partito                                           | Coalizione                                        | Coalizione                                        | Inizio                                            | Fine                                              | Elezione                                          |
| Fausto Galetti                                       |                                                   | Partito Democratico della Sinistra                |                                                   | PDS-PRC                                           | 25 aprile 1995                                    | 14 giugno 1999                                    | Elezioni 1995                                     |
| Fausto Galetti                                       |                                                   | Democratici di Sinistra                           |                                                   | DS-PPI                                            | 14 giugno 1999                                    | 11 giugno 2004                                    | Elezioni 1999                                     |
| Sergio Graziosi                                      |                                                   | La Margherita Partito Democratico                 |                                                   | DS-DL-PdCI                                        | 12 giugno 2004                                    | 6 giugno 2009                                     | Elezioni 2004                                     |
| Stefano Reggianini                                   |                                                   | Partito Democratico                               |                                                   | PD-IdV                                            | 7 giugno 2009                                     | 27 maggio 2014                                    | Elezioni 2009                                     |
| Stefano Reggianini                                   |                                                   | Partito Democratico                               | PD                                                | 27 maggio 2014                                    | 10 giugno 2019                                    | Elezioni 2014                                     |                                                   |
| Giovanni Gargano                                     |                                                   | Partito Democratico                               |                                                   | PD-Art.1-Civiche                                  | 10 giugno 2019                                    | 11 giugno 2024                                    | Elezioni 2019                                     |
| Giovanni Gargano                                     |                                                   | Partito Democratico                               | PD-M5S-Civiche                                    | 11 giugno 2024                                    | in carica                                         | Elezioni 2024                                     |                                                   |